# Petrus Peckius de Jonge

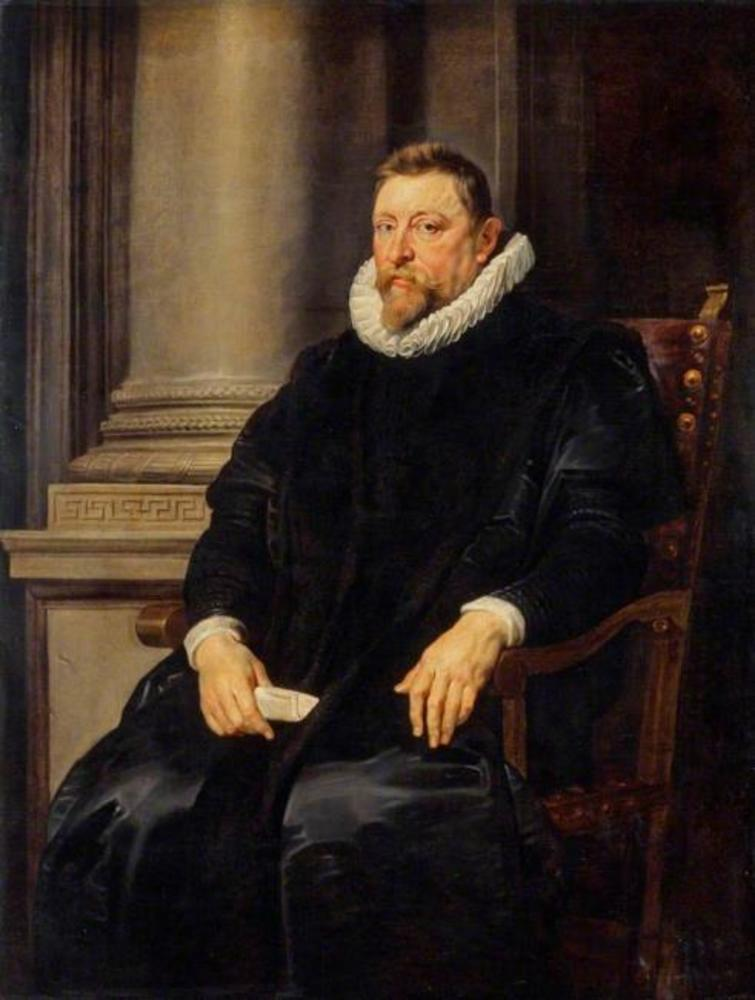
Petrus Peckius de Jonge, geportretteerd door Peter Paul Rubens.

Petrus Peckius de Jonge (Leuven, 1562 - Brussel, 28 juli 1625), ook bekend als Pieter Peck, zoon van Petrus Peckius de Oude, was een diplomaat en kanselier van het hertogdom Brabant onder de landvoogden Albrecht van Oostenrijk en Isabella van Spanje. Hij werd het best bekend door zijn (vruchteloze) pogingen voor de verlenging van het Twaalfjarig Bestand in 1621.

## Levensloop
Hij trouwde met Barbara-Maria Boonen, dochter van Cornelius Boonen, raadsheer bij de Raad van State, die in 1579 vermoord werd vanwege zijn trouw aan de Spaanse kroon. Zij was de zus van Jacobus Boonen, aartsbisschop van Mechelen vanaf 1620. Het echtpaar Peck-Boonen kreeg vier kinderen, onder wie Pieter-Antonius Peck, die algemeen visitator werd binnen de orde van kartuizers. Hun drie dochters traden in bij de Brusselse Annunciaten.
Geboren en getogen in Leuven, studeerde Peck vanaf 1580 rechten aan de Universiteit Leuven en nam de Latijnse vorm van zijn naam aan. Hij werd advocaat voor de Grote Raad van Mechelen. In 1601 werd hij tot rekwestmeester aangesteld bij die Raad. In 1608 trok hij op zending naar Parijs, als ambassadeur van de aartshertogen en landvoogden bij het hof van Hendrik IV.
Hij spande zich in om de processus die moest leiden tot het Twaalfjarig Bestand, waarvoor Frankrijk als bemiddelaar optrad, gunstig te beïnvloeden.
Hij verbleef nog in Parijs in 1610 toen Henri IV vermoord was. In 1611 keerde hij naar de Spaanse Nederlanden terug en hernam zijn ambt bij de Grote Raad.
In 1614 werd hij vicekanselier en in 1616 kanselier van het hertogdom Brabant. Hij werd ook nog raadsheer in de Geheime Raad van de landvoogden. In 1620 nam hij deel aan de vredesbesprekingen in Würzburg tussen de Boheemse opstandelingen en keizer Ferdinand II, in de eerste jaren van de Dertigjarige Oorlog.
In 1621 ging hij in Den Haag de verlenging van het Twaalfjarig Bestand onderhandelen met de Staten-Generaal. Toen hij door Delft reisde, werd hij door het gepeupel mishandeld. Deze schending van de diplomatieke onschendbaarheid werd door de Staten-Generaal betreurd, maar ze zegden dit niet te hebben kunnen verhinderen. Tijdens de onderhandelingen trad Peck weinig diplomatisch op, wat tot gevolg had dat hij onverrichter zake werd teruggestuurd. Hij viel hierna in ongenade bij de landvoogden. Voordien was hij geridderd en was hij heer geworden van Boechout en Borsbeek.

## Portret
Pieter Paul Rubens maakte een portret van Peckius de Jonge. Het behoort tot de verzameling van de National Gallery of Scotland.

## Voetnoten
1. ↑  J. P. Van Male, Geschiedenis van Vlaenderen van het jaar 1566 tot de Vrede van Munster, edited by Ferdinand van de Putte (Bruges, 1843), p. 295.
2. ↑  Cf. Valerius Gedenckclanck, vol 2, pp. 224ff